# Adenia globosa
Adenia globosa är en passionsblomsväxtart. Adenia globosa ingår i släktet Adenia och familjen passionsblomsväxter.

## Underarter
Arten delas in i följande underarter:
- A. g. curvata
- A. g. globosa
- A. g. pseudoglobosa

## Bildgalleri

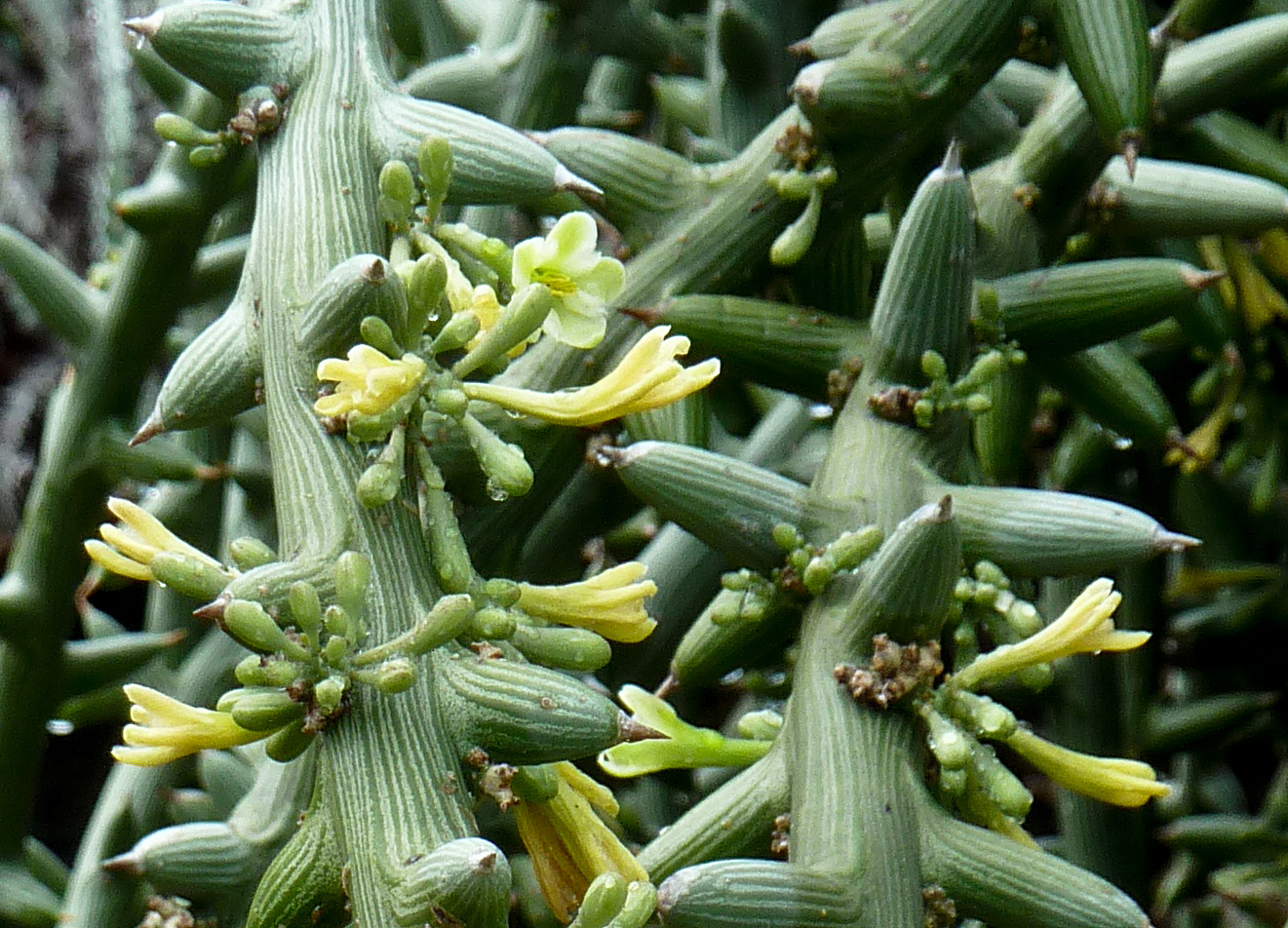